# Scythia

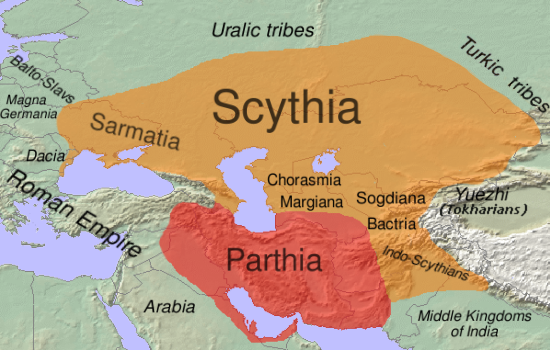
Phạm vi gần đúng của Scythia và tiếng Scythia (màu da cam) trong thế kỷ 1 TCN.

Trong thời kỳ cổ đại, Scythia (tiếng Hy Lạp cổ đại: Σκυθία "Skythia") là một khu vực tại đại lục Á-Âu có người Scythia sinh sống, từ khoảng thế kỷ 8 TCN tới khoảng thế kỷ 2. Vị trí và phạm vi của Scythia dao động theo thời gian nhưng thông thường mở rộng xa hơn về phía tây so với phạm vi chỉ ra trên bản đồ mé bên phải này. Khu vực được các tác giả cổ đại biết tới như là Scythia bao gồm:
- Vùng thảo nguyên Caspi-Hắc Hải: Kazakhstan, miền nam Nga và miền đông Ukraina (có người Scythia sinh sống từ ít nhất là thế kỷ 8 TCN).
- Khu vực miền bắc Kavkaz, bao gồm cả Azerbaijan.
- Sarmatia, Ukraina, Belarus, Ba Lan cho tới Oceanus Sarmaticus[2] (tức biển Baltic).
- Miền nam Ukraina với khu vực hạ du sông Donau và một phần Bulgaria, còn gọi là Tiểu Scythia.

Người Saka (người Ấn-Scythia) còn sinh sống tới tận Sistan (hay gọi là Sakestan) và thung lũng sông Ấn từ thế kỷ 1 TCN, nhưng các khu vực này thường không được gộp trong thuật ngữ "Scythia."
Người Scythia năm xưa đã gầy dựng được một Nhà nước quân sự hùng mạnh, luôn luôn sẵn sàng cho mọi cuộc chiến tranh.

## Vương quốc Scythia thứ nhất
Nhà nước Scythia thứ nhất, gọi là Ishkuza, nảy sinh từ số những người Scythia trong thế kỷ 7 TCN đã xâm nhập từ vùng lãnh thổ phía bắc biển Đen vào Cận Đông. Nhà nước này chủ yếu là các hình thức độc lập liên bộ lạc dựa trên sự nô dịch hóa dân cư làm nông nghiệp tại miền đông Nam Kavkaz, cướp bóc và thu thuế (đôi khi xa tới tận Syria), cống nộp thường kỳ (đế quốc Media), cống nộp trá hình dưới hình thức quà tặng (Ai Cập), và có thể cả các khoản chi trả nhờ sự hỗ trợ quân sự (Assyria). Cấu trúc xã hội Scythia là phi tập trung cao độ. Các đặc trưng chính của tổ chức xã hội Scythia đã phát triển trước thế kỷ 7 TCN.
Rất có thể là chỉ có một triều đại đã thống trị tại Scythia trong phần lớn lịch sử của nó. Tên của Koloksai, người sáng lập huyền thoại ra triều đại, được Alcman đề cập tới trong thế kỷ 7 TCN. Prototi và Madi, các vị vua Scythia trong thời kỳ Trung Cận Đông trong lịch sử Scythia, và những người kế nghiệp họ tại các thảo nguyên phía bắc Hắc Hải thuộc về cùng một triều đại. Herodotus liệt kê 5 thế hệ của thị tộc hoàng gia có lẽ đã trị vì từ cuối thế kỷ 7 tới thế kỷ 6 TCN: bao gồm Anacharsis, Saulius, Idanthyrsus, Gnurus, Lycus và Spargapithes. Ateas, người trị vì trong thế kỷ 4 TCN, có lẽ là kẻ tiếm quyền, nhưng ông này cũng cố gắng kết nối nguồn gốc của mình với triều đại cổ đại.
Nhà nước Scythia sở hữu một lực lượng quân sự hùng hậu. Họ luôn luôn sẵn sàng cho chiến tranh trong bất kỳ lúc nào. Chúng ta có thể mượn nhận xét của vua Darius I về Đế quốc Ba Tư - 'một dân tộc võ trang', để chỉ người Scythia cổ.
Sau khi bị đánh bại và bị đẩy lui khỏi Cận Đông, trong nửa đầu thế kỷ 6 TCN, người Scythia đã tái chiếm các vùng đất phía bắc Hắc Hải. Trong nửa sau của thế kỷ này, người Scythia đã thành công trong việc chế ngự các bộ lạc nông nghiệp trong khu vực ven rừng-thảo nguyên và buộc họ phải cống nộp. Kết quả là nhà nước của người Scythia đã được tái thiết với sự xuất hiện của Vương quốc Scythia thứ hai, đạt tới đỉnh cao của mình trong thế kỷ 4 TCN.

## Vương quốc Scythia thứ hai
Sự phát triển xã hội Scythia vào cuối thế kỷ 5 và đầu thế kỷ 4 TCN kéo theo sự tạo ra giai cấp đặc quyền đặc lợi của Scythia trong thương mại với người Hy Lạp, các cố gắng trong việc kiểm soát mối quan hệ thương mại này và các kết quả một phần nảy sinh ra từ 2 điều này: chính sách đối ngoại gây hấn, tăng cường bóc lột dân cư lệ thuộc, đẩy mạnh sự phân chia giai cấp từ số các thủ lĩnh du mục. Thương mại với người Hy Lạp cũng kích thích quá trình định cư. Sự cận kề của các thành bang Hy Lạp trên bờ biển Đen (Olbia Hắc Hải, Bosporus Cimmeria, Chersonesos, Sindica, Tanais) là động cơ mạnh mẽ cho chế độ nô lệ trong xã hội Scythia, nhưng chỉ theo một hướng: bán các nô lệ cho người Hy Lạp, thay vì sử dụng trong nền kinh tế của mình. Tương ứng với điều này, thương mại trở thành liều thuốc kích thích cho việc bắt giữ nô lệ như là những chiến lợi phẩm trong một loạt các cuộc chiến tranh.

### Scythia từ cuối thế kỷ 5 TCN tới thế kỷ 3 TCN
Nhà nước Scythia đạt tới đỉnh cao và sự mở rộng lớn nhất của mình trong thế kỷ 4 TCN, dưới thời trị vì của vua Ateas. Isocrates (436–338 TCN) trong Panegyricus, tr. 67 tin rằng người Scythia, cũng như người Thracia và người Ba Tư, là "có quyền năng nhất, và là các dân tộc có sức mạnh lớn nhất". Trong thế kỷ 4 TCN, dưới thời vua Ateas, cấu trúc hộ dân quan của nhà nước đã bị loại bỏ và sức mạnh cai trị trở thành tập trung hóa hơn. Các nguồn muộn hơn không còn đề cập tới ba vị basileus (vua) nữa. Strabo viết rằng Ateus cai trị phần lớn các dân tộc man rợ tại Bắc Hắc Hải.
Các nguồn văn bản cho rằng sự mở rộng của nhà nước Scythia trước thế kỷ 4 TCN chủ yếu là về hướng tây. Vua Ateas cũng tiếp tục chính sách của các tiền nhân trong thế kỷ 5 TCN. Trong quá trình bành trướng về phía tây, nhà vua đã giao tranh với bộ lạc Triballi. Một bộ phận người Thracia bị chinh phục và gánh chịu các khoản thuế má nặng nề. Trong cuộc đời khoảng 90 năm của vua Ateas, người Scythia đã định cư vững chắc tại Thracia và trở thành một nhân tố quan trọng trong chính trị tại khu vực Balkan. Cùng thời gian đó, cả dân du mục lẫn dân nông nghiệp Scythia đã tăng mạnh dọc theo sông Dnister. Cuộc chiến với vương quốc Bosporus đã gia tăng áp lực từ phía Scythia đối với các đô thị Hy Lạp dọc theo vùng duyên hải Bắc biển Đen.
Các di vật từ di chỉ gần Kamianka-Dniprovska, được cho là kinh đô của nhà nước do vua Ateas trị vì, chỉ ra rằng những người luyện kim là các thành viên tự do của cộng đồng, ngay cả khi họ phải gánh chịu các nghĩa vụ thuế má nặng nề. Luyện kim là ngành nghề thủ công tiên tiến nhất và khác biệt duy nhất của người Scythia. Từ chuyện kể của Polyaenus và Frontin, người ta suy ra rằng trong thế kỷ 4 TCN Scythia có một tầng lớp dân cư phụ thuộc, bao gồm dân du mục Scythia bị bần cùng hóa và các bộ lạc nông nghiệp bản xứ, bị cướp đoạt, lệ thuộc và bị bóc lột, những người không tham gia vào các cuộc chiến, nhưng tham gia như là các nô lệ vào việc làm nông nghiệp và chăn thả gia súc.
Năm 339 TCN là năm lên tới đỉnh điểm của Vương quốc Scythia thứ hai và bắt đầu sự suy yếu. Chiến tranh với vua xứ Macedonia là Philippos II đã kết thúc với thắng lợi của người cha của vua Alexandros Đại Đế, vua Ateas bại trận tử vong khi ở độ tuổi 90. Nhiều kurgan (gò mộ) hoàng tộc (Chertomlyk, Kul-Oba, Aleksandropol, Krasnokut) có niên đại từ sau thời kỳ Ateas và các truyền thống trước đó vẫn được tiếp diễn, và cuộc sống trong các khu định cư ở Tây Scythia chỉ ra rằng nhà nước này còn tồn tại cho tới thập niên 250 TCN. Khi trong năm 331 TCN, Zopyrion, quan Tổng trấn của Alexandros tại Thracia, "không muốn ngồi nhàn rỗi", đã xâm chiếm Scythia và vây hãm Olbia Hắc Hải, ông đã phải hứng chịu thất bại nặng nề trước người Scythia và mất mạng. Vào năm 329 TCN, vua Alexandros Đại Đế kéo quân chinh phạt vùng Trung Á, và vượt sông Jaxartes để đánh người Scythia. Trong trận Jaxartes, người Scythia thất bại thảm hại. Đội quân người Scythia tháo chạy. Người Scythia thường được xem là một dân tộc bất khả chiến bại trong thời cổ, và chiến thắng oanh liệt của vị vua vĩ đại xứ Macedonia cho thấy không ai có thể đánh bại ông.
Sự sụp đổ của Vương quốc Scythia thứ hai diễn ra vào khoảng nửa sau của thế kỷ 3 TCN dưới sự công kích của người Celt và người Thracia từ phía tây và người Sarmatia từ phía đông. Với lực lượng và sức mạnh gia tăng của mình, người Sarmatia đã tàn phá, cướp bóc một phần đáng kể của Scythia và "tiêu diệt hoàn toàn những ai mà họ đã chinh phục, họ đã biến đổi phần lớn các vùng đất thành sa mạc".
Các bộ lạc phụ thuộc vào rừng-thảo nguyên, chịu sưu cao thuế nặng, đã giải phóng chính họ từ cơ hội đầu tiên. Dân chúng vùng Dnepr và Buh bị người Scythia cai trị đã không trở thành người Scythia. Họ tiếp tục sống cuộc sống nguyên bản của mình, là xa lạ với cách sống của người Scythia. Từ thế kỷ 3 TCN, trong nhiều thế kỷ thì lịch sử khu vực thảo nguyên và rừng-thảo nguyên ở phía bắc Hắc Hải đã phân tỏa ra. Văn hóa vật chất của các nhóm dân cư nhanh chóng mất đi các đặc trưng chung của mình. Và trong khu vực thảo nguyên, phản ánh sự kết thúc quyền bá chủ bộ lạc du mục trong xã hội Scythia, các kurgan hoàng tộc không còn được xây dựng nữa. Về mặt khảo cổ học, Scythia sau này xuất hiện trước hết như là khối kết hợp của các khu định cư được gia cố tăng cường hay không được gia cố tăng cường với các khu vực nông nghiệp tiếp giáp.
Sự phát triển của xã hội Scythia được đánh dấu bằng các xu hướng sau:
1. Quá trình định cư được tăng cường, với chứng cứ là sự xuất hiện của nhiều nơi chôn cất kiểu gò mộ (kurgan) trong khu vực thảo nguyên bắc Hắc Hải, một số trong chúng có niên đại tới cuối thế kỷ 5 TCN, nhưng phần lớn thuộc về thế kỷ 4 hay 3 TCN, phản ánh sự thiết lập các lộ trình chăn thả theo xe ngựa lâu dài và xu hướng chăn thả bán du mục. Khu vực hạ du sông Dnepr chứa phần lớn các khu định cư không được gia cố tăng cường, trong khi tại Krym và Tây Scythia thì dân cư làm nông nghiệp tăng lên. Các khu định cư Dnepr đã phát triển trong khu vực mà trước đó hoặc là các làng trú đông du mục hoặc là trong các vùng đất không có người sinh sống.
2. Xu hướng thiết lập quyền sở hữu và sự bất bình đẳng xã hội, sự thăng cao về mặt tư tưởng của tính cao quý, sự phân tầng giai cấp sâu hơn trong số các bộ lạc du mục Scythia tự do. Phần lớn các gò mộ hoàng tộc có niên đại từ thế kỷ 4 TCN trở đi.
3. Sự gia tăng của mức độ chịu khuất phục của dân cư vùng rừng-thảo nguyên, được truy nguyên về mặt khảo cổ học. Trong thế kỷ 4 TCN tại khu vực rừng-thảo nguyên Dnepr, các mộ chôn cất kiểu thảo nguyên đã xuất hiện. Ngoài việc chỉ ra ưu thế du mục tại phía bắc trong việc tìm kiếm các bãi chăn thả mới, chúng cũng chỉ ra sự gia tăng áp lực lên nông dân của vành đai rừng-thảo nguyên. Các gò mộ Borispol gần như hoàn toàn thuộc về các chiến binh và đôi khi thuộc về các nữ chiến binh. Thời kỳ rực rỡ của Scythia thảo nguyên trùng với sự suy yếu của Scythia rừng-thảo nguyên. Từ nửa sau thế kỷ 5 TCN, việc nhập khẩu hàng hóa cổ xưa tới khu vực Trung Dnepr đã giảm xuống do sự bần cùng hóa của các nông dân lệ thuộc. Trong khu vực rừng-thảo nguyên, các gò mộ thế kỷ 4 TCN là nghèo nàn hơn so với thời gian trước đó. Cùng thời gian đó, ảnh hưởng văn hóa của các bộ lạc du mục thảo nguyên đã tăng lên. Các gò mộ Senkov trong khu vực Kyiv, do cư dân làm nông nghiệp tại khu vực này để lại, là thấp và chứa các mồ mả của phụ nữ nghèo hay đàn ông không có tài sản, một sự tương phản sắc nét với các gò mộ Borispol cận kề cùng thời kỳ do những kẻ đi chinh phục là người Scythia để lại.
4. Bắt đầu kiểu sống đô thị tại Scythia.
5. Sự lớn mạnh của thương mại với các đô thị Hy Lạp tại Bắc Hắc Hải, và sự gia tăng tính Hy Lạp hóa trong giới quý tộc Scythia. Sau thất bại của Athena trong chiến tranh Peloponnesus, nền nông nghiệp Attica đã bị điêu tàn. Demosthenes viết rằng khoảng 400.000 medimn (63.000 t) lương thực được xuất khẩu hàng năm từ Bosporus tới Athena. Giới quý tộc du mục Scythia không chỉ đóng vai trò trung gian môi giới, mà còn tham dự tích cực trong buôn bán lương thực do những người nông dân lệ thuộc sản xuất ra cũng như trong buôn bán nô lệ, da thú và các hàng hóa khác.

Lịch sử muộn hơn của Scythia chủ yếu là các yếu tố ruộng đất cố định và đô thị. Hậu quả của những thất bại mà người Scythia phải hứng chịu là hai nhà nước biệt lập đã hình thành, là 2 Tiểu Scythia, một tại Thracia (Dobrudja) và một tại Krym và khu vực hạ du sông Dnepr.

## Vương quốc Scythia thứ ba
Thiết lập được Tiểu Scythia tại Thracia, dân du cư Scythia trước đây (hay giới quý tộc của nó) đã từ bỏ lối sống du cư, trong khi vẫn duy trì quyền lực của mình đối với cư dân nông nghiệp. Chính thể nhỏ này cần được phân biệt với Vương quốc Scythia thứ ba tại Krym và hạ du sông Dnepr, mà các cư dân của nó có lẽ đã trải qua quá trình định cư hàng loạt. Sự phụ thuộc liên bộ lạc được thay thế bằng các hình thức phụ thuộc đang phát triển trong phạm vi xã hội. Sự thù địch của Vương quốc Scythia thứ ba, có trung tâm tại Neapolis Scythia (ngày nay là Simferopol, gần sông Salgir), về phía các khu định cư Hy Lạp ở phía bắc Hắc Hải dần dần tăng lên. Vua Scythia dường như coi các khu kiều dân Hy Lạp như là trung gian không cần thiết trong buôn bán lúa mì với Hy Lạp đại lục. Ngoài ra, những người chăn thả gia súc đã định cư cũng thấy thích thú với vành đai nông nghiệp của người Hy Lạp tại miền nam Krym. Scythia muộn hơn này về mặt văn hóa và kinh tế-xã hội đều kém phát triển hơn so với các láng giềng của người Hy Lạp như Olvia hay Chersonesos.
Sự liên tục của dòng dõi hoàng tộc là ít rõ ràng hơn tại cả hai Tiểu Scythia của Krym và Thracia so với Scythia trước đây. Trong thế kỷ 2 TCN, Olvia trở thành vùng đất phụ thuộc Scythia. Sự kiện này được đánh dấu bằng việc đúc tiền xu mang tên vị vua Scythia là Skilurus trong đô thị này. Ông là con trai của một vị vua và là cha của một vị vua, nhưng mối quan hệ của triều đại của ông với triều đại trước đó là không rõ. Hoặc là Skilurus hoặc là con trai ông, đồng thời là người kế vị, Palakus, được chôn cất tại lăng của Neapol Scythia, từng được sử dụng từ khoảng năm 100 TCN tới khoảng năm 100. Tuy nhiên, những ngôi mộ cuối cùng này là quá nghèo nên dường như chúng không phải là của hoàng tộc, chỉ ra sự thay đổi trong triều đại hay nơi chôn cất hoàng tộc ở nơi khác.
Muọn hơn, vào cuối thế kỷ 2 TCN, Olvia được giải phóng khỏi sự thống trị của Scythia, nhưng lại trở thành vùng đất phụ thuộc vào Mithradates Đại đế. Vào cuối thế kỷ 1 TCN, Olbia Hắc Hải, được xây dựng lại sau khi bị người Get đốt phá, trở thành phụ thuộc các vị vua Dacia man rợ, những người đã cho đúc tiền xu của mình trong đô thị này. Muộn hơn, từ thế kỷ 2 trở đi, Olbia thuộc về đế quốc La Mã. Scythia là nhà nước đầu tiên ở phía bắc Hắc Hải bị sụp đổ với sự xâm lăng của người Goth trong thế kỷ 2. Cụ thể xem thêm Oium.

## Người Scythia nổi tiếng
Eihidia, Istia, Lipoxais, Arpoxais, Colaxai - Koloksai, Fenius Farsa, Anacharsis, Saulius, Idanthyrsus, Gnurus, Lycus, Spargapithes, Ateas, Scopasis, Idanthyrsus, Taxakis, Skunkha, Skilurus, Palakus